# Вікіпедія мовою зазакі
Вікіпедія мовою зазакі (зазакі Wikipediyay Zazaki) — розділ Вікіпедії мовою зазакі. Створена у 2006 році. Вікіпедія мовою зазакі станом на 29 березня 2025 року містить 42 303 статті, 30 578 зареєстрованих користувачів, 35 активних дописувачів, 3 адміністраторів
. Загальна кількість сторінок у Вікіпедії мовою зазакі — 63 749, редагувань — 534 928, завантажених файлів — 193
. Глибина (рівень розвитку мовного розділу) Вікіпедії мовою зазакі дуже мала і становить лише 2.2 пунктів
. 

## Історія
- Квітень 2006 — створена 100-та стаття[3].
- Жовтень 2007 — створена 1 000-на стаття[3].
- Березень 2015 — створена 5 000-на стаття[4].